# ورزشگاه تختی تهران
ورزشگاه تختی که پیش از انقلاب ۱۳۵۷ با نام ورزشگاه فرح شناخته می‌شد، هفتمین ورزشگاه بزرگ ایران با گنجایش ۳۰٬۱۲۲ نفر است که در شرق تهران قرار دارد. این ورزشگاه و مجموعه‌ امکانات ورزشی پیرامونش، برای میزبانی بازی‌های آسیایی ۱۹۷۴ ساخته و در ۲۱ مهر ۱۳۵۴ توسط فرح پهلوی (در زادروزش) رسماً افتتاح شد.

## پیشینه
تقریباً دو سال پس از افتتاح ورزشگاه مونیخ، در سال ۱۹۶۸ در مجله آلمانی Baucn und wohncn مقاله‌ای در مورد اسکلت پوششی کابلی تحت عنوان ورزشگاه سی هزار نفری در تهران چاپ شد.
در خرداد ماه ۱۳۴۵ جهانگیر درویش مشغول به طراحی ورزشگاه سی هزار نفری شد. تصمیم گرفته شد که این استادیوم به دلیل طراحی خاص خود در منطقه تهران پارس تهران ساخته شود. این منطقه به دلیل داشتن ارتفاع زیاد نسبت به مرکز شهر، شیب کم و یکنواخت زمین به طرف کوه و خصوصاً فضای آزاد و باز دامنه کوه، بهترین موقعیت را برای یک مجموعه ورزشی دارا بود. کلیه راه‌های شرقی – غربی تهران در حد این منطقه به طرف شمال و جنوب منحرف می‌شوند و به علت موقعیت طبیعی کوه‌ها این منطقه در موقعیت بین راهی ترافیک قرار نداشت و ترافیک آن به صورت مماسی بود. چون منطقه‌های پر جمعیت شرق تهران فاقد تأسیسات ورزشی بودند لزوم ایجاد چنین منطقه ای را ایجاب می‌کرد.
مجموعه ورزشگاه تختی تهران، با حدود صد هکتار زمین فضای مناسبی برای صرف اوقات فراغت و همچنین پرداختن به ورزش قهرمانی است. این فضا شامل یک استادیوم کامل است با یک زمین فوتبال چمن، باضافه پیست دو و میدانی از نوع تارتان، زمین شماره ۲، ۴ زمین چمن تمرینی و دوازده زمین خاکی، شش زمین تنیس خاکی، سالن سرپوشیده با امکاناتی مثل زمین فوتسال، بسکتبال، والیبال، هندبال، ژیمناستیم و بدنسازی بانوان، دوازده زمین خاکی فوتبال و در نهایت مجموعه ورزشی شامل استخر و سونا و … می‌باشد. ورزشگاه مذکور که در قسمت شرق تهران قرار دارد، نخستین مجموعه‌ای است که برای پوشش وسیع آن از سیستم کابلی استفاده شده است. طرح جامع ورزشگاه، معماری ورزشگاه و پوشش آن توسط جهانگیر درویش طراحی شد. محاسبات پوشش فضا توسط فرانسوی‌ها (شرکت B.E.T.CETAC) و مدل‌سازی سیستم کابلی در دانشگاه ساری(Surrey) انگلستان و پلی تکنیک لندن انجام گرفت و سپس اجرای آن پوشش توسط مهندسان و کارگران الجزایری، که برای فرانسوی‌ها کار می‌کردند به مرحله اجرا درآمد. در مورد ورزشگاه فرح، مهندس درویش نوآوری‌های زیادی را چه در سامانه پوشش کششی و چه در استخوان‌بندی بتنی طراحی کرده و به اجرا درآورده که در مقایسه با سایر ورزشگاه‌های خارج از کشور می‌توان گفت جزئیات جالب و تازه تری دارد.

## امکانات
در این مجموعه، ورزش‌هایی نظیر دو و میدانی، دوچرخه سواری و تنیس انجام می‌شود. هم‌چنین، در سالن‌های چند منظوره مجتمع ورزشی فعالیت‌های نظیر بدن‌سازی (خانم‌ها و آقایان)، والیبال، بسکتبال، فوتبال و ژیمناستیک به صورت آموزشی انجام می‌شود. برای خانم‌ها این کلاس‌ها فقط در تابستان دایر است. زمین چمن فوتبال نیز با گنجایش ۳۰۱۲۲ نفر برای مسابقه‌های رسمی، ۱۲ زمین خاکی، و ۶ زمین چمن برای بازی‌های محلی، چمن مصنوعی و استخر و سونا در نظر گرفته شده است.

## انگیزه‌های ساخت
الف: نیاز شهر تهران در سال ۱۳۵۴ که بانوان به‌طور اختصاصی در آن فعالیت ورزشی داشته و در آینده برای بهره‌برداری ورزشی وسیعتری قابل استفاده است.
ب: ایجاد استخوان بندی ساختمانی که مطابق با تازه‌ترین تکنیک‌ها و مصالح و ادامه فعالیت‌های آرشیتکی در خارج از ایران باشد.
پ: پیش‌بینی ورزشگاه در مجموعه‌ای که برای فعالیت‌های مختلف ورزشی شهر تهران برای سال‌های آینده قابل استفاده باشد.
در مورد طرح ورزشگاه ورزشی تختی پس از آزمایش مشخصات محاسبات روی مدل مقادیر مصالح حدوداً کمتر از ۳ درصد تغییر کرد که اجرای آن ۱۳۴۶ تا ۱۳۵۲ طول کشیده که نما و طرح از کشور ایتالیا و ساخت این ورزشگاه توسط فرانسوی‌ها می‌باشد.

## نکات فنی طرح
۱- ایده کلی طرح ورزشگاه به صورت نعل اسبی طرح شده است بطوری که تمام تماشاگران در یکطرف و پشت به غرب قرار گیرند و در قسمت شمال و جنوب هم با حداقل جا ادامه پیدا کند.
علت اساسی وقت برگزاری حداکثر مسابقات از ساعت ۲ بعدازظهر به بعد بود که تمام بینندگان مسابقه تا آنجا که ممکن است در شرایط مساوی و خلاف نور خورشید قرار گیرند. از طرف دیگر این راه حل امکان خواهد داد که برای نمایش‌های ملی و نمایش‌های در شب از جهت شرق زمین اصلی مسابقات به عنوان یک صحنه عظیم استفاده شود.
۲- برای جایگاه بینندگان همان‌طور که هدف اساسی طرح بود پوششی که تقریباً بیش از ۳/۲ (دوسوم) سطح جایگاه را سایه بگیرد با پوششی کابلی طرح شد.
مشخصات کلی طرح استادیوم:
این استادیوم به صورت نعل اسبی به گنجایش سی هزار نفر تماشاگر ساخته شده که در حدود یک سوم سطح آن توسط سقف معلق کابلی پوشانده شده و به این ترنیب کلیه سطح نشیمن تماشاچیان در خلاف جهت تابش نور خورشید و در سایه قرار می‌گیرد، علاوه بر استادیوم در این مجموعه یک ژیمنازیوم سرپوشیده با سقف کابلی برای تمرین ورزش‌هایی از قبیل شمشیربازی، ژیمناستیک، کشتی، بوکس، والیبال و بسکتبال منظور گردیده است و نیز علاوه بر زمین فوتبال پیست دو و میدانی به طول چهارصد متر و تعدادی زمین بسکتبال و والیبال در فضای آزاد و همچنین یک زمین تمرنی فوتبال اضافی با ابعاد صد و بیست در نود متر ساخته شده که چون دو زمین فوتبال در مجاور یکدیگر قرار دارند می‌توان از فضای نسبتاً زیادی برای نمایش‌ها دسته جمعی استفاده کرد۰ این استادیوم طوری تعبیه شده که محل ورود تماشاچیان کلا با محل ورود و سرویس‌های رختکن و بهداشتی بازیکنان مجزا بوده و بازیکنان از مسیر جداگانه وارد سرویس‌های که در دو انتهای جنوبی و شمالی استادیوم قرار دارد وارد و از آنجا توسط کانال‌های زیرزمین به داخل زمین وارد می‌گردند۰
اطراف زمین فوتبال نیز یک کانال برای جداسازی محیط بازی از محل تماشاچیان قرار دارد سطح زیر ساختمان استادیوم در حدود ۲۵۰۰۰ مترمربع و سطح کل شامل جاده‌های ورودی باجه‌های بلیط فروشی – پارکینگ‌ها و اتاق‌های نگهبانی در حدود ۳۶۰۰۰۰ مترمربع می‌باشد. این استادیوم به آخرین سیستم وسایل صوتی و نور جهت استفاده استادیوم در شب و همچنین دارای تأسیسات بهداشتی مجزا برای تماشاچیان – بازیکنان و مجهز به تهویه مطبوع می‌باشد. خصوصیات بارز این استادیوم سقف معلق آن است۰ پوشش قسمت اعظم جایگاه تماشاچیان در ورزشگاه فرح توسط یک رشته کابل اصلی و تعدادی کابل‌های فرعی که تشکیل یک سقف معلق را داده‌اند تحمل می‌گردد. این استادیوم دارای دو سقف معللق از این نوع می‌باشد.
سقف ژیمنازیوم:
پوشش ژیمنازیوم شبکه ایست به مساحت ۳۸۲۰ مترمربع، متشکل از تعدادی کابل هریک به طول ۳۳ متر که نمودار هندسی آن به شکل پارابولویید هیپر بولیک است انتهای کابل‌ها از دو طرف به تیرهای بتنی کناره متصل گردیده و مساحت ۲۹۲۰ مترمربع از سطح شبکه مزبور به وسیله ورقهای گالوانیزه که به صورت تیرچه‌های کوچک خم شده و قطعات بتنی پوشیده شده است۰
کابل‌های شبکه مرکب از فولاد گالوانیزه ایست که حد مقاومت گسیختگی هریک از آن‌ها در حدود ۹۲ تن می‌باشد. وزن شبکه ۶/۵ کیلوگرم در مترمربع و وزن پوشش فلزی آن ۵/۳ کیلوگرم در مترمربع می‌باشد. پوشش سقف از ورقهای گالوانیزه به طول ۹ متر و عرض ۶۵ سانتی‌متر تشکیل شده که در روی آن‌ها دال‌های بتونی پیش ساخته سبک قرار دارد و سپس سطح بتن به وسیله چند لایه مشمع قیری همراه با مواد یو.پی. سی و پی.وی. سی که به عنوان عایق رطوبتی و حرارتی بکار برده شده است پوشیده شده است.
پوشش اصلی ورزشگاه:
پوشش سقف اصلی استادیوم که به شکل هیپربولیک پارابولوئید می‌باشد از مجموعه کابلهایی تشکیل یافته که از یک طرف به تیر بتونی کناره مهار شده و از طرف دیگر مستقیماً به کابل اصلی متصلند و کابل اصلی نیز خود بر دو ستون هریک به ارتفاع ۷۲ متر مستقر و مستحکم گردید. مساحت پوشش این سقف ۵۷۰۰ مترمربع می‌باشد که ۴۵۰۰ مترمربع آن از صفحات فلزی گالوانیزه و دال‌های بتنی سبک و پوشش‌های عایق مانند سقف ژیمنازیوم پوشانده شده است.
پیلون‌ها:
دو ستون با ارتفاع ۷۲ متر هریک به وزن دویست تن از ۲۴ قطعه استوانه ای شکل، هریک به وزن تقریبی ۸ تن که بر روی هم قرار داده شده به وجود آمده است، علت تقسیم پیلون به قطعات کوچکتر بدین منظور است که در ساختمان و نصب آن‌ها احتیاج به وسایل خاصی نباشد. قطعات استوانه ای شکل از ورق به ضخامت ۳ سانتی‌متر است و قطر آن‌ها ۳ متر می‌باشد. در دو انتهای ستون قطعاتی به صورت مخروطی قرار دارد که در یک انتها محل عبور کابل اصلی و طرف دیگر محل اتصال ستون به پی است. کف ستون‌ها که عبارت از یک کلاهک فولادین کروی شکل محدب فلزی به قطر ۲ متر می‌باشد به صورت آزاد نیروهای خود را که برابر ۲۸۰۰ تن بالغ می‌گردد به یک قسمت فلزی کروی معقر دیگر به ضخامت ۲۸ میلی‌متر و به قطر ۲/۴۰ متر است وارد می‌سازد که این قسمت به وسیلهٔ پست‌های ارتباطی که در داخل پی بتنی قرار دارد می‌تواند در مقابل فشارهای عمودی و افقی مقاومت نماید چنانچه ستون‌های مزبور را از نظر وزن با یتون‌های ورزشگاه مونیخ که در قسمت فوقانی با ضخامت ۶۰ میلی‌متر و به قطر ۳ متر تحت فشار ۳۰۰۰ تن قرار دارند مقایسه نمائیم ملاحظه خواهد شد که وزن این ستون‌ها دو برابر و نیم کمتر از وزن ستون‌های ورزشگاه مونیخ است.
کابل‌ها:
کلیه کابل‌ها از فولادی به قدرت استقامت فوق‌العاده یعنی ۱۶۰ کیلوگرم بر حسب میلی‌متر مربع ساخته شده‌اند و گالوانیزه شده‌اند تا در مقابل زنگ زدگی حفظ شوند و در تهیه آن‌ها از همان مشخصات فنی که در مورد کابل‌های ورزشگاه المپیک مونیخ به کار رفته است استفاده شده است.
کابل اصلی:
دو سر کابل اصلی از راس دو ستون به فاصله ۲۵۰ متر از یکدیگر می‌گذرد و به انضمام وسایل ایمنی استقراری دیگر که داخل پایه‌های بتونی قرار دارند به زمین نصب و مستحکم شده است۰
وزن کابل مزبور که مرکب از ۲۳ رشته کابل مجزا هریک به وزن ۶/۱۰ کیلوگریم در هر متر است معادل ۱۳۵ تن می‌باشد و حداکثر قدرت کشش کابل مزبور ۱۱۵۰ تن است۰
کابل‌های فرعی اتصالی:
کابل‌های فرعی اتصالی توسط بست‌های مخصوص که برای این کار پیش‌بینی گردیده به کابل اصلی ملحق و منظم جمع‌آوری شده و منتها الیه آن‌ها پس از عبور از قسمت فوقانی پیلون‌ها در پایه‌های بتنی کابل اصلی نصب و استوار شده است۰
کابل‌های فرعی به تعداد ۶ عدد از هر طرف همانند کابل اصلی ساخته شده‌اند.
کابل‌های تحت نفوذ نیروی فشاری:
کابل‌های مزبور هریک به فاصله تقریبی ۳ متر جهت نحمل وزن وارده به کابل‌های نگهدارنده سقف با مقاومت گسیختگی ۹۲ تن و به تعداد ۳۷ رشته بین کابل‌های اصلی و تیر کناره بتونی کشیده شده‌اند که فشار وارده به آن‌ها بین ۲۲ الی ۲۵ تن می‌باشد ۰
به منظور جلوگیری از حرکت و کند شدن سقف و پوشش ورزشگاه در اثر فشار باد، بر روی کابل‌هایی که تحت نفوذ فشار قرار دارند چند رشته کابل‌های دیگری کشیده شده‌اند که اغلب آن‌ها به کابل فرعی اتصالی و کابل اصلی متصل هستند۰
تعداد این نوع کابل با حداکثر مقاومت گسیختگی ۱۲۵ تن، ۲۸ رشته است که معمولاً تحت ۳۹ الی ۴۱ تن فشار قرار دارد۰
طریقه اتصال کابل‌ها:
وسایل اتصالی از رشته کابل‌های مشابه کابل اصلی ساخته شده‌اند و همانند وسایلی است که در حال حاضر در فرانسه در ساختمان راکتورهای هسته ای و همچنین در اغلب بناهای مشابه بکار می‌برند۰
این بست‌ها از انواع وسایل اتصالی است که در مونیخ جهت نصب کابل‌های حامل سقف ورزشگاه المپیک به کار رفته است. کمی حجم و قلت قطر این وسایل که دو برابر قطر کابل است و سهولت امکان تنظیم طولی آن‌ها که از قسمت خارج تنظیم و انجام می‌گردد دلیل رجحان استفاده آن‌ها بر انواع دیگر وسایل اتصالی است.

## پوشش سقف
1. شکل هندسی استخوان بندی پوشش به صورت یک زین اسب می‌باشد.
2. پوشش از یک طرف متصل به کناره صلب بتنی ورزشگاه و از طرف دیگر توسط یک کابل مرکب به عنوان کناره داخلی غیر صلب مهار شده است.
3. دو طرف کابل کناره در دو نقطه قرینه نسبت به محور عرضی ورزشگاه به فاصله ۲۳۵ متر از یکدیگر و هر کدام در ارتفاع ۷۰و۷۱ متر مهار شده‌اند.[نیازمند منبع]

## وضعیت ورزشگاه بعد از انقلاب ایران
بعد از پیروزی انقلاب در ایران نام ورزشگاه به تختی تغییر یافت ولی سالها بهره‌برداری نمی‌شد. در اواخر دههٔ هفتاد تصمیم گرفته شد ورزشگاه آزادی تهران بازسازی شود و همین مهم بهانه ای شد تا مسئولین وقت به یاد ورزشگاه تختی افتادند و آن زمان بود که همه متوجه شدند که از آن ورزشگاه مجهز خبری نیست و اوضاع بسیار اسف بار است. مسئولین وقت هر بار قول بازسازی آن را می‌دادند اما عملاً کاری صورت نمی‌گرفت. تنهاکاری که انجام شد بر روی سکوهای ترک خرده صندلی نصب شد. در دههٔ نود مدیران ورزشگاه اعلام کردند به بودجه زیاد نیازمندند تا در زمانی حدود یک سال ورزشگاه را بازسازی کنند.

## مدیران
از سال ۱۳۵۲ که این مجموعه افتتاح شده مدیران مختلفی برای احیای این مجموعه فعالیت کردند که اسامی آن‌ها عبارتند از:
| مدیر            | دوران مدیریت |
| --------------- | ------------ |
| رامین دونصب     | ۱۳۵۵–۱۳۵۲    |
| علی پهلوانی     | ۱۳۵۷–۱۳۵۵    |
| علی مرتضی‌قلی    | ۱۳۶۴–۱۳۵۷    |
| مجتبی علیزاده   | ۱۳۶۵–۱۳۶۴    |
| گودرز حبیبی     | ۱۳۷۰–۱۳۶۵    |
| حاج آقا باغی    | ۱۳۷۲–۱۳۷۰    |
| حسین دیانی      | ۱۳۷۳–۱۳۷۲    |
| سعید دانیارزاده | ۱۳۷۷–۱۳۷۳    |
| علی توکل        | ۱۳۷۸–۱۳۷۷    |
| ضیاء آذری       | ۱۳۸۲–۱۳۷۸    |
| بابک سپهری      | ۱۳۸۳–۱۳۸۲    |
| محمد قاسمی‌نژاد  | ۱۳۸۸–۱۳۸۳    |
| جعفر زرنگار     | ۱۳۹۰–۱۳۸۸    |
| حسین کلانترزاده | ۱۳۹۶–۱۳۹۰    |
| قاسم رسته       | ۱۳۹۸–۱۳۹۶    |
| حمیدرضا حسین‌پور | ۱۴۰۱–۱۳۹۸    |
| محمدرضا مجیدی   | ۱۴۰۱–متصدی   |

## نگارخانه

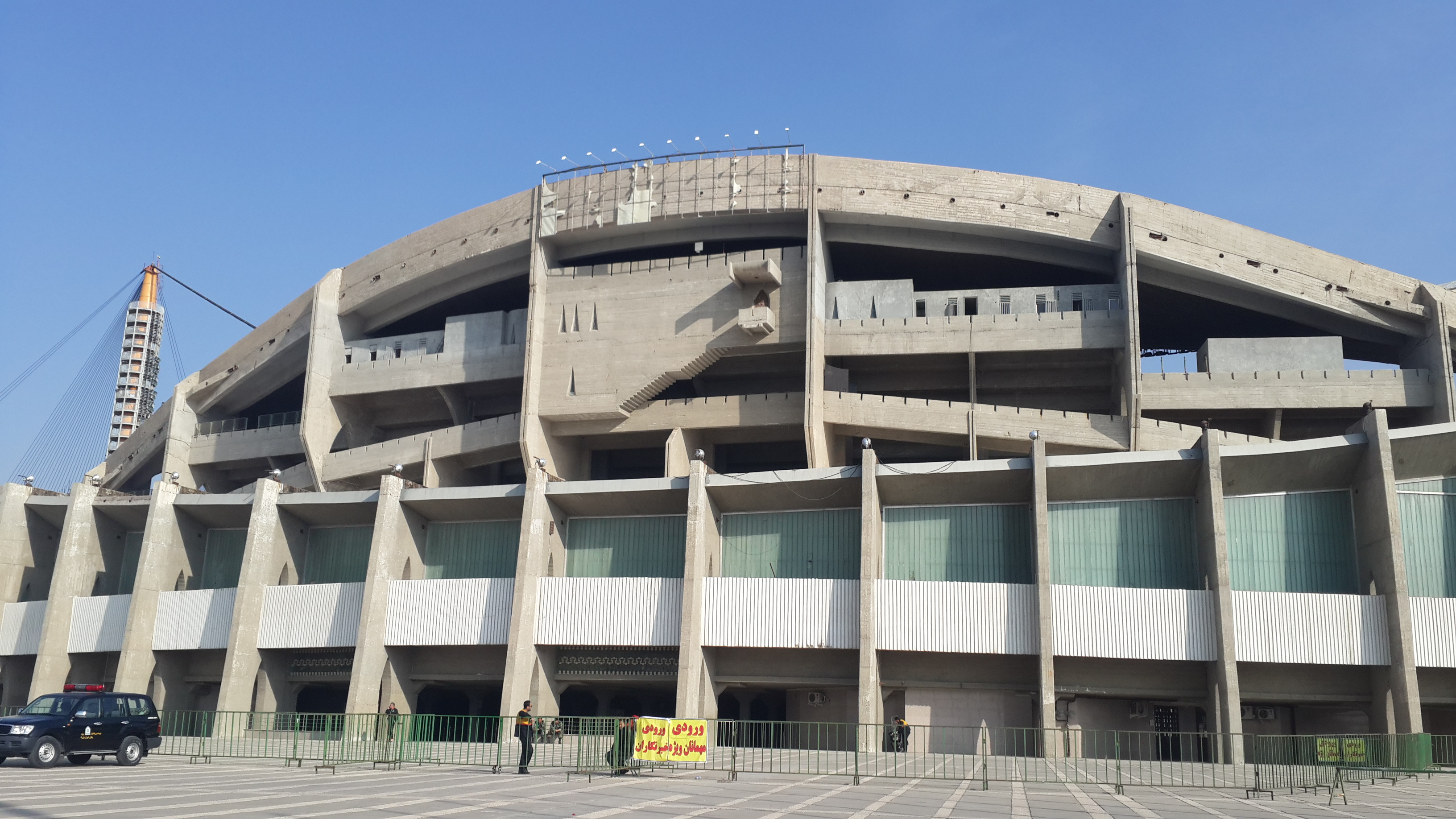
نمایی از بیرون ورزشگاه تختی